# Guadalupe la Encinera
Guadalupe la Encinera är en ort i Mexiko.   Den ligger i kommunen San Salvador el Verde och delstaten Puebla, i den sydöstra delen av landet, 60 km öster om huvudstaden Mexico City. Guadalupe la Encinera ligger 2 475 meter över havet och antalet invånare är 255.
Terrängen runt Guadalupe la Encinera är varierad. Runt Guadalupe la Encinera är det tätbefolkat, med 511 invånare per kvadratkilometer. Närmaste större samhälle är San Martin Texmelucan de Labastida, 10,1 km öster om Guadalupe la Encinera. Omgivningarna runt Guadalupe la Encinera är en mosaik av jordbruksmark och naturlig växtlighet.